# Saison 2020 de l'équipe cycliste EF
La saison 2020 de l'équipe cycliste EF est la seizième de cette équipe.

## Coureurs et encadrement technique

### Arrivées et départs
| Coureur              | Provenance           | Durée contrat |
| -------------------- | -------------------- | ------------- |
| Stefan Bissegger     | Swiss Racing Academy | 2020-2022     |
| Magnus Cort Nielsen  | Astana               | 2020-2021     |
| Ruben Guerreiro      | Katusha-Alpecin      | 2020-2021     |
| Kristoffer Halvorsen | Ineos                | 2020          |
| Jens Keukeleire      | Lotto-Soudal         | 2020-2021     |
| Neilson Powless      | Jumbo-Visma          | 2020-2021     |
| Jonas Rutsch         | Lotto-Kern-Haus      | 2020-2021     |

| Coureur        | Nouvelle équipe | Durée contrat |
| -------------- | --------------- | ------------- |
| Matti Breschel | Retraite        |               |
| Nathan Brown   | Rally           | 2020          |
| Joe Dombrowski | UAE Emirates    | 2020-2021     |
| Daniel McLay   | Arkéa-Samsic    | 2020-2022     |
| Sacha Modolo   | Alpecin-Fenix   | 2020          |
| Taylor Phinney | Retraite        |               |

## Déroulement de la saison
La saison de l'équipe EF débute par de solides succès acquis en Colombie par les grimpeurs colombiens Sergio Higuita et Daniel Martinez, tous deux champions de Colombie, l'un sur route, le second en contre-la-montre. Tous deux font partie de "l'armada" qui écrase le Tour Colombia, l'équipe remportant le contre-la-montre par équipes inaugural de près de 1min sur les autres prétendants Ineos et Deceuninck-Quick Step, puis maîtrisant la course grâce à ces grimpeurs colombiens accompagnés par le champion d’Équateur Jonathan Caicedo qui terminent tous  trois sur le podium devant Egan Bernal, Martinez et [Higuita] ayant chacun remporté une étape.
La recrue Neilson Powless a découvert le rôle de leader d'une équipe pour le classement général lors de la tournée océanique, se classant 15ème du Tour Down Under puis 3ème du Herald Sun Tour tandis que Jens Keukeleire termine 4ème de la Cadel Evans Great Ocean Road Race.
Alors que le début de saison éclatant de l'équipe EF se poursuivait avec de belles places sur des courses françaises avec Hugh Carthy et Tanel Kangert notamment et les victoires d'étapes sur l'Étoile de Bessèges de Magnus Cort Nielsen au sprint et d'Alberto Bettiol sur le contre-la-montre final, ce dernier se classant 2nd au classement général, il fut interrompu par la pandémie mondiale du covid-19. Simon Clarke a remporté la Drôme Classic devant Vincenzo Nibali et Warren Barguil avant que Sergio Higuita ne se classa 3ème de Paris-Nice après qu'il eut étonné beaucoup d'observateurs par sa résistance aux bordures lors des deux premières étapes et son très bon contre-la-montre. Ses résultats semblent très prometteurs pour l'équipe EF, l'une des équipes les plus en forme en ce début de saison 2020.
Pourtant la crise du covid-19 a déclenché plusieurs rumeurs de départ du sponsor suédois et l'équipe a dû négocier la baisse des salaires des coureurs. Le manager Jonathan Vaughters a formellement démenti un départ de EF bien qu'il soit en quête de nouveaux sponsors pour soutenir la structure.
L'équipe a aussi connu la suspension du coureur mexicain Luis Villalobos, testé positif aux hormones de croissances à la suite d'un contrôle antidopage hors-compétition ayant eu lieu 18 mois auparavant, c'est-à-dire avant son recrutement par l'équipe EF Education First. Vaughters a exprimé sa déception et dénoncé le manque de repères des jeunes coureurs mal conseillés par leurs médecins. Cette annonce a surtout intrigué le responsables de l'équipe et les observateurs sur la lenteur du contrôle et la responsabilité de  l'UCI car Villalobos, comme annoncé par Vaughters, n'aurait pas été recruté si l'équipe avait eu connaissance du contrôle positif du cycliste mexicain.

### Effectif de cette saison
| Coureur              | Date de Nais.              | Equipe en 2019       | Cont. | V |
| -------------------- | -------------------------- | -------------------- | ----- | - |
| Sean Bennett         | 31 mars 1996 (24 ans)      | EF Education First   | 2020  | 0 |
| Alberto Bettiol      | 29 octobre 1993 (27 ans)   | EF Education First   | 2021  | 1 |
| Stefan Bissegger     | 13 septembre 1998 (22 ans) | Swiss Racing Academy | 2022  | 0 |
| Jonathan Caicedo     | 28 avril 1993 (27 ans)     | EF Education First   | 2020  | 1 |
| Hugh Carthy          | 9 juillet 1994 (26 ans)    | EF Education First   | 2021  | 1 |
| Simon Clarke         | 18 juillet 1986 (34 ans)   | EF Education First   | 2020  | 1 |
| Magnus Cort          | 16 janvier 1993 (27 ans)   | Astana               | 2021  | 2 |
| Lawson Craddock      | 20 février 1992 (28 ans)   | EF Education First   | 2021  | 0 |
| Mitchell Docker      | 2 octobre 1986 (34 ans)    | EF Education First   | 2020  | 0 |
| Ruben Guerreiro      | 6 juillet 1994 (26 ans)    | Katusha-Alpecin      | 2021  | 1 |
| Kristoffer Halvorsen | 13 avril 1996 (24 ans)     | Ineos                | 2020  | 0 |
| Sergio Higuita       | 1er août 1997 (23 ans)     | EF Education First   | 2021  | 3 |
| Moreno Hofland       | 31 août 1991 (29 ans)      | EF Education First   | 2021  | 0 |
| Alex Howes           | 1er janvier 1988 (32 ans)  | EF Education First   | 2021  | 0 |
| Tanel Kangert        | 11 mars 1987 (33 ans)      | EF Education First   | 2020  | 0 |

| Coureur             | Date de Nais.             | Equipe en 2019     | Cont. | V |
| ------------------- | ------------------------- | ------------------ | ----- | - |
| Jens Keukeleire     | 23 novembre 1988 (32 ans) | Lotto-Soudal       | 2021  | 0 |
| Sebastian Langeveld | 17 janvier 1985 (35 ans)  | Lotto-Soudal       | 2020  | 0 |
| Daniel Martínez     | 25 avril 1996 (24 ans)    | EF Education First | 2020  | 4 |
| Lachlan Morton      | 2 janvier 1992 (28 ans)   | EF Education First | 2021  | 0 |
| Logan Owen          | 25 mars 1995 (25 ans)     | EF Education First | 2021  | 0 |
| Neilson Powless     | 3 septembre 1996 (24 ans) | Jumbo-Visma        | 2021  | 0 |
| Jonas Rutsch        | 24 janvier 1998 (22 ans)  | Lotto-Kern-Haus    | 2021  | 0 |
| Thomas Scully       | 14 janvier 1990 (30 ans)  | EF Education First | 2020  | 0 |
| Rigoberto Urán      | 6 janvier 1987 (33 ans)   | EF Education First | 2020  | 0 |
| Julius van den Berg | 23 octobre 1996 (24 ans)  | EF Education First | 2021  | 0 |
| Tejay Van Garderen  | 12 août 1988 (32 ans)     | EF Education First | 2020  | 0 |
| Sep Vanmarcke       | 28 juillet 1988 (32 ans)  | EF Education First | 2020  | 0 |
| Luis Villalobos     | 26 juin 1988 (32 ans)     | EF Education First | 2020  | 0 |
| James Whelan        | 11 juillet 1996 (24 ans)  | EF Education First | 2021  | 0 |
| Michael Woods       | 12 octobre 1986 (34 ans)  | EF Education First | 2020  | 2 |

### Encadrement
EF Pro Cycling accueille cette saison le néo-retraité Matti Breschel en qualité de directeur sportif. Le reste de l'encadrement est constitué Charles Wegelius, Tom Southam, Juan Manuel Gárate, Fabrizio Guidi,  Andreas Klier, Ken Vanmarcke et bien sûr l'iconique manager Jonathan Vaughters.

## Bilan de la saison

### Victoires sur la saison
| #  | Date         | Course                                      | Catégorie            | Vainqueur        | Pays     | Lieu                  |
| -- | ------------ | ------------------------------------------- | -------------------- | ---------------- | -------- | --------------------- |
| 1  | 30 janvier   | Championnat de Colombie du contre-la-montre | Championnat national | Daniel Martínez  | Colombie | Pesca                 |
| 2  | 2 février    | Championnat de Colombie sur route           | Championnat national | Sergio Higuita   | Colombie | Tunja                 |
| 3  | 6 février    | 2e étape de l'Étoile de Bessèges            | UCI Europe Tour      | Magnus Cort      | France   | Poulx                 |
| 4  | 9 février    | 5e étape de l'Étoile de Bessèges (ITT)      | UCI Europe Tour      | Alberto Bettiol  | France   | Alès                  |
| 5  | 11 février   | 1re étape du Tour Colombia (TTT)            | UCI America Tour     | [ N 2 ]          | Colombie | Tunja                 |
| 6  | 14 février   | 4e étape du Tour Colombia                   | UCI America Tour     | Sergio Higuita   | Colombie | Santa Rosa de Viterbo |
| 7  | 16 février   | 6e étape du Tour Colombia                   | UCI America Tour     | Daniel Martínez  | Colombie | Alto del Verjón       |
| 8  | 16 février   | Tour Colombia , classement général          | UCI America Tour     | Sergio Higuita   | Colombie |                       |
| 9  | 1er mars     | Drôme Classic                               | UCI ProSeries        | Simon Clarke     | France   | Livron-sur-Drôme      |
| 10 | 16 août      | Critérium du Dauphiné , classement général  | UCI World Tour       | Daniel Martínez  | France   |                       |
| 11 | 9 septembre  | 3e étape de Tirreno-Adriatico               | UCI World Tour       | Michael Woods    | Italie   | Saturnia              |
| 12 | 11 septembre | 13e étape du Tour de France                 | UCI World Tour       | Daniel Martínez  | France   | Puy Mary              |
| 13 | 5 octobre    | 3e étape du Tour d'Italie                   | UCI World Tour       | Jonathan Caicedo | Italie   | Etna                  |
| 14 | 11 octobre   | 9e étape du Tour d'Italie                   | UCI World Tour       | Ruben Guerreiro  | Italie   | Roccaraso             |
| 15 | 27 octobre   | 7e étape du Tour d'Espagne                  | UCI World Tour       | Michael Woods    | Espagne  | Valdegovía            |
| 16 | 1er novembre | 12e étape du Tour d'Espagne                 | UCI World Tour       | Hugh Carthy      | Espagne  | Alto de l'Angliru     |
| 17 | 6 novembre   | 16e étape du Tour d'Espagne                 | UCI World Tour       | Magnus Cort      | Espagne  | Ciudad Rodrigo        |

### Victoires sur les classements annexes
| Date       | Course                                                | Catégorie        | Vainqueur       | Pays     |
| ---------- | ----------------------------------------------------- | ---------------- | --------------- | -------- |
| 9 février  | Étoile de Bessèges, classement par points             | UCI Europe Tour  | Magnus Cort     | France   |
| 9 février  | Étoile de Bessèges, classement de la meilleure équipe | UCI Europe Tour  | EF Pro Cycling  | France   |
| 16 février | Tour Colombia, classement du meilleur jeune           | UCI America Tour | Sergio Higuita  | Colombie |
| 16 février | Tour Colombia, classement de la meilleure équipe      | UCI America Tour | EF Pro Cycling  | Colombie |
| 14 mars    | Paris-Nice, classement du meilleur jeune              | UCI World Tour   | Sergio Higuita  | France   |
| 16 août    | Critérium du Dauphiné, classement du meilleur jeune   | UCI World Tour   | Daniel Martínez | France   |
| 25 octobre | Tour d'Italie, classement du meilleur grimpeur        | UCI World Tour   | Ruben Guerreiro | Italie   |